# Mitchell (Dél-Dakota)
Mitchell település az Amerikai Egyesült Államok Dél-Dakota államában, Davison megyében, melynek megyeszékhelye is. Lakosainak száma 15 660 fő (2020. április 1.).

## Népesség
A település népességének változása:

| 2010 | 15 254 |
| 2020 | 15 660 |